# 赵一韩
赵一韩，字如勃，號五雲，浙江绍兴人，明朝政治人物。同进士出身。

## 生平
萬曆二十八年（1600年）庚子科應天鄉試舉人，萬曆三十二年（1604年）甲辰科進士。初授九江府推官，三十八年升户部主事，三十九年改南工部主事，四十四年升郎中，同年升懷慶府知府，萬曆四十六年告病。
天启五年（1625年），起為福建建宁府知府。六年升贵州按察司副使。